# Белявский, Виталий Андреевич
Виталий Андреевич Белявский (1903—1977) — советский военачальник, участник Великой Отечественной войны. Генерал-полковник (1958).

## Биография
Родился 17 февраля 1903 года в городе Елец ныне Липецкой области.
В Красную Армию вступил добровольно в 1920 году. Окончил Украинскую кавалерийскую школу им. С. М. Будённого в 1926 году, химические курсы в 1932 году, кавалерийские курсы в 1935 году. Член ВКП(б) с 1928 года. С 1926 по 1934 год проходил службу на различных командных должностях в РККА.
В период массовых репрессий в РККА помощник начальника оперативной (1-й) части штаба 34-й кавалерийской дивизии Киевского военного округа старший лейтенант В. А. Белявский 8 июля 1938 года был уволен из армии. Восстановлен в 1939 году при пересмотре части дел в отношении ряда репрессированных командиров
В 1941 году окончил Военную академию РККА им. М. В. Фрунзе и служил в войсках на штабных должностях.
В Великой Отечественной войне с августа 1941 года. Воевал на Западном фронте: начальник оперативного отдела штаба и начальник штаба 45-й кавалерийской дивизии (подполковник). Участник Московской битвы, в октябре 1941 года попадает в окружение под Вязьмой, из которого ему удалось выйти с группой бойцов в ночь с 6 на 7 ноября 1941 года в районе города Наро-Фоминска. После спецпроверки в органах НКВД направляется на учёбу на ускоренный курс Высшей военной академии им. К. Е. Ворошилова (окончил в 1942).
С сентября 1942 года В. А. Белявский — начальник штаба кавалерийского корпуса, начальник оперативного отдела штаба 63-й армии. С марта 1944 года — начальник оперативного отдела — заместитель начальника штаба, а уже с апреля этого года и до конца войны — начальник штаба 8-й гвардейской армии. Во главе штаба армии участвовал в Белорусской, Висло-Одерской и Берлинской наступательной операциях.
По окончании Великой Отечественной войны начальник штаба 8-й гвардейской армии в Группе советских оккупационных войск в Германии (1946—1950), начальник штаба Ленинградского военного округа (июль 1950 — март 1951), начальник штаба Южно-Уральского военного округа (март 1951 — июль 1953), начальник штаба Одесского военного округа (июль 1953 — январь 1960). С 1960 года — заместитель Главного инспектора Министерства обороны СССР.
С 1965 по 1970 год — начальник штаба — 1-й заместитель начальника Гражданской обороны СССР (должность начальника в этот период занимал его бывший командарм, Маршал Советского Союза В. И. Чуйков).
С декабря 1970 года — в отставке. Умер 25 декабря 1977 года. Похоронен в Москве на Кунцевском кладбище.

## Отзывы
На место генерала Владимирова В. Я. был назначен Виталий Андреевич Белявский. Он работал до этого в штабе армии начальником оперативного отдела. Это был у нас в армии самый молодой генерал. Ему ещё не исполнилось сорока. Его звали в шутку «юный генерал». Энергии в нём было с переизбытком, хватало и старания и тщательности в работе. Делал он всё быстро, точно и аккуратно.
— Маршал Советского Союза В. И. Чуйков. Конец третьего рейха. — М.: Издательство « Советская Россия», 1973 — С. 5.

## Награды
- Два ордена Ленина (21.02.1945, 29.05.1945),
- Четыре ордена Красного Знамени (4.08.1943, 3.11.1944, 21.08.1953, 22.02.1968),
- Орден Кутузова I степени (6.04.1945),
- Орден Суворова II степени (23.08.1944),
- Орден Богдана Хмельницкого II степени (13.09.1944),
- Медаль «За оборону Москвы»,
- Медали СССР[3],

Ордена и медали иностранных государств
- Серебряный крест ордена «Virtuti Militari» (ПНР, 24.04.1946),
- орден «Крест Грюнвальда» 3-го класса (ПНР, 24.04.1946),
- Крест Храбрых (ПНР, 19.12.1968),
- Медаль «За Одру, Нису и Балтику» (ПНР, 27.04.1946),
- Медаль «За Варшаву 1939-1945» (ПНР, 27.04.1946),
- Медаль «Победы и Свободы» (ПНР, 9.05.1949),
- Медаль «За укрепление дружбы по оружию» I степени (ЧССР, 20.03.1970),
- Медаль «30 лет Халхин-Гольской Победы» (МНР, 1969).

## Воинские звания
- Майор (24 августа 1941)
- Подполковник (17 января 1942)
- Полковник (12 апреля 1944)
- Генерал-майор (13 сентября 1944)
- Генерал-лейтенант (11 мая 1949)
- Генерал-полковник (18 февраля 1958)

## Сочинения
- Белявский В. А. Стрелы скрестились на Шпрее. — Москва: Воениздат, 1973.
- Белявский В. А. На одесском направлении. // Военно-исторический журнал. — 1974. — № 4. — С.56-62.
- Белявский В. А. Работа штаба армии при перегруппировке войск на новое направление. // Военно-исторический журнал. — 1977. — № 2. — С.55-59.
- Белявский В. А. Работа штаба 8-й гвардейской армии при форсировании Вислы. // Военно-исторический журнал. — 1977. — № 9. — С.55-61.